# Posieux

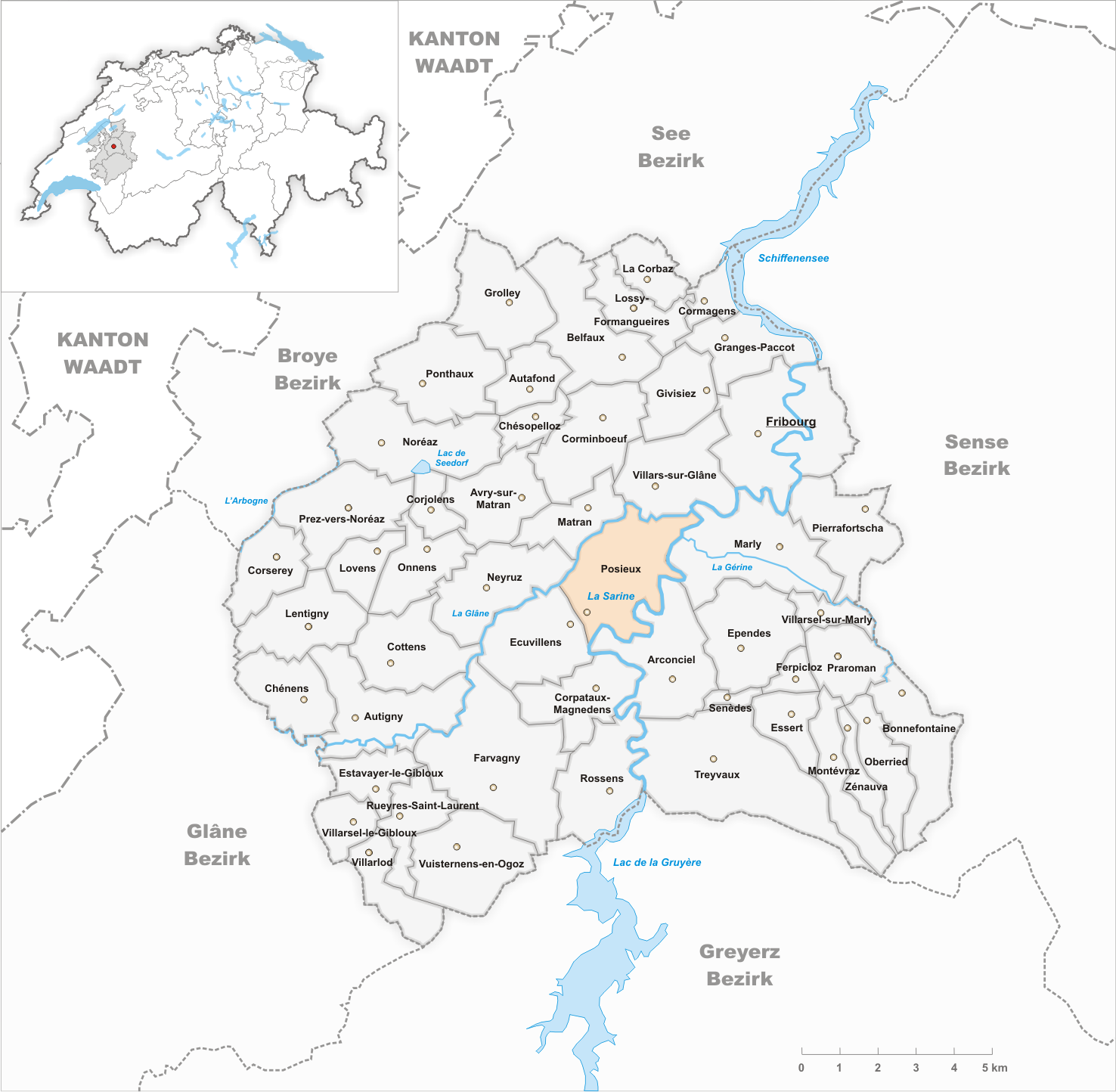
Gemeindestand vor der Fusion am 1. Januar 2001

Posieux (Freiburger Patois Pojuⓘ) ist eine Ortschaft und früher selbständige politische Gemeinde im District de la Sarine (deutsch: Saanebezirk) des Kantons Freiburg in der Schweiz. Am 1. Januar 2001 fusionierte Posieux mit Ecuvillens zur neuen Gemeinde Hauterive (FR).

## Geographie
Posieux liegt auf 676 m ü. M., sieben Kilometer südwestlich der Kantonshauptstadt Freiburg (Luftlinie). Das Strassendorf erstreckt sich auf einem Plateau zwischen den Tälern der Glâne im Westen und der Saane im Osten, direkt über dem Steilabfall zum Saanegraben, im Molassehügelland des Freiburger Mittellandes. Die ehemalige Gemeindefläche betrug rund 6,7 km². Das Gebiet wird im Süden und Osten vom stark mäandrierenden Flusslauf der Saane, im Norden von der Glâne begrenzt. Besonders die Saane ist tief in die Molasseschichten eingeschnitten und hat bis zu 100 m hohe, teilweise mit Felsen durchzogene Steilhänge ausgebildet. Das Plateau von Posieux umfasst die Höhe von Le Sapex (688 m ü. M.) sowie die Waldgebiete Bois de Monterban (679 m ü. M.) und Bois de Châtillon (bis 620 m ü. M.) über dem Zusammenfluss von Saane und Glâne.

## Bevölkerung
Mit 936 Einwohnern (2000) zählte Posieux vor der Fusion zu den kleineren Gemeinden des Kantons Freiburg. Zu Posieux gehören das Kloster Hauterive (579 m ü. M.) in einer Flussschlaufe der Saane, die Weiler Grangeneuve (634 m ü. M.) auf dem Plateau westlich der Saane und Moulin-Neuf (574 m ü. M.) in einer Flussschlaufe der Glâne sowie mehrere Einzelhöfe.
Einwohnerzahlen: Volkszählungsdaten

## Wirtschaft
Posieux war bis in die zweite Hälfte des 20. Jahrhunderts ein vorwiegend durch die Landwirtschaft geprägtes Dorf. Die Wasserkraft der Glâne wurde seit dem 14. Jahrhundert für den Betrieb einer Mühle genutzt, die dem Kloster Hauterive gehörte. Noch heute haben der Ackerbau, der Obstbau, die Milchwirtschaft und die Viehzucht einen gewissen Stellenwert in der Erwerbsstruktur der Bevölkerung.
Weitere Arbeitsplätze sind im lokalen Kleingewerbe und im Dienstleistungssektor vorhanden, unter anderem im Baugewerbe, in der Elektrobranche, in mechanischen Werkstätten und in einer Schreinerei. Bei Posieux werden mehrere Kiesgruben ausgebeutet. In der Siedlung Grangeneuve befinden sich das Landwirtschaftliche Institut des Kantons Freiburg und seit 1974 die Eidgenössische Forschungsanstalt für viehwirtschaftliche Produktion, die 2004 in Agroscope Liebefeld-Posieux (ALP) umbenannt wurde.
In den letzten Jahrzehnten hat sich das Dorf dank seiner attraktiven Lage auch zu einer Wohngemeinde entwickelt. Viele Erwerbstätige sind deshalb Wegpendler, die hauptsächlich in der Region Freiburg arbeiten.

## Verkehr
Die Gemeinde ist verkehrsmässig gut erschlossen. Sie liegt an der alten Hauptstrasse von Freiburg nach Bulle. Die nächsten Anschlüsse an die Autobahn A12 (Bern-Vevey), welche abschnittsweise die westliche Gemeindegrenze bildete, befinden sich rund 4 km vom Ortskern entfernt. Ab 1971 endete die Autobahn von Bern her kommend bei Posieux; seit 1981 ist sie durchgehend bis Vevey befahrbar.
Als zweiter schweizerischer Trolleybusbetrieb wurde im Jahr 1912 die Gleislose Bahn Freiburg–Posieux in Betrieb genommen und 1913 nach Magnedens beziehungsweise 1916 nach Farvagny-le-Grand verlängert; sie wurde später durch eine Autobuslinie ersetzt. Heute ist Posieux durch die Buslinien der Transports publics Fribourgeois, die von Freiburg nach Bulle und von Freiburg über Rueyres-Saint-Laurent nach Romont führen, an das Netz des öffentlichen Verkehrs angebunden.

## Geschichte

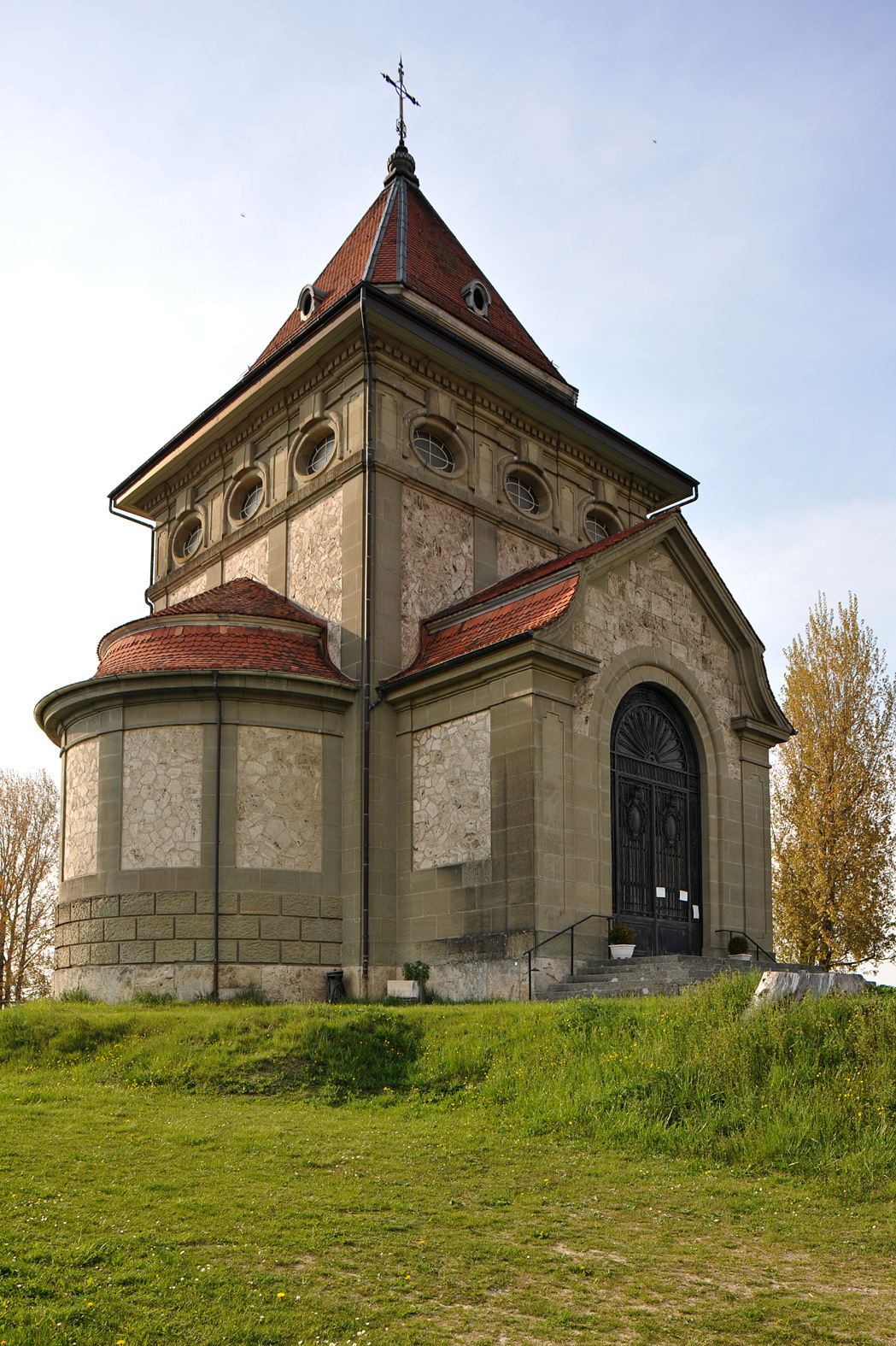
Herz-Jesu-Kapelle

Das Gebiet von Posieux war schon sehr früh bewohnt, da sich die zahlreichen Felsvorsprünge und Sandsteinfelsen über der Saane und der Glâne bestens als vorgeschichtliche Siedlungspunkte eigneten. Bei Châtillon-sur-Glâne befand sich während der Hallstattzeit ein bedeutender Handelsplatz. Auch aus der Römerzeit sind einige Funde bekannt.
Im 11. Jahrhundert und in der ersten Hälfte des 12. Jahrhunderts wurde das Gebiet von den Herren von Glâne beherrscht, welche die Abtei Hauterive stifteten. Die erste urkundliche Erwähnung des Ortes erfolgte 1155 unter dem Namen Posuos; von 1445 ist die Bezeichnung Posiouz überliefert. Der Ortsname leitet sich vom Patois-Ausdruck posat (Brunnen, Zisterne) ab.
Posieux kam 1452 unter die Herrschaft von Freiburg und wurde der Alten Landschaft (Neustadtpanner) zugeordnet. Nach dem Zusammenbruch des Ancien Régime (1798) gehörte das Dorf während der Helvetik und der darauf folgenden Zeit zum Bezirk Freiburg, bevor es 1848 mit der neuen Kantonsverfassung in den Saanebezirk eingegliedert wurde.
Im Rahmen der seit 2000 vom Kanton Freiburg geförderten Gemeindefusionen entschieden sich die Bewohner von Posieux und Ecuvillens für ein Zusammengehen ihrer Gemeinden. Mit Wirkung auf den 1. Januar 2001 wurde die Fusion rechtskräftig. Als neuer Gemeindename wurde Hauterive (FR) gewählt, womit das bedeutende Kloster nun auch Aufnahme in die Gemeinderegister gefunden hat.

## Sehenswürdigkeiten
Auf dem Hügel von Sapex steht die Herz-Jesu-Kapelle, die 1911 bis 1924 erbaut wurde. Sie erinnert an die Versammlung von rund 15'000 Freiburger Konservativen, die gegen die radikale Regierung gerichtet war. Posieux gehört zur Kirchgemeinde Ecuvillens. Bei der Hofsiedlung Les Muéses steht eine Kapelle aus dem 17. Jahrhundert.

## Bilder

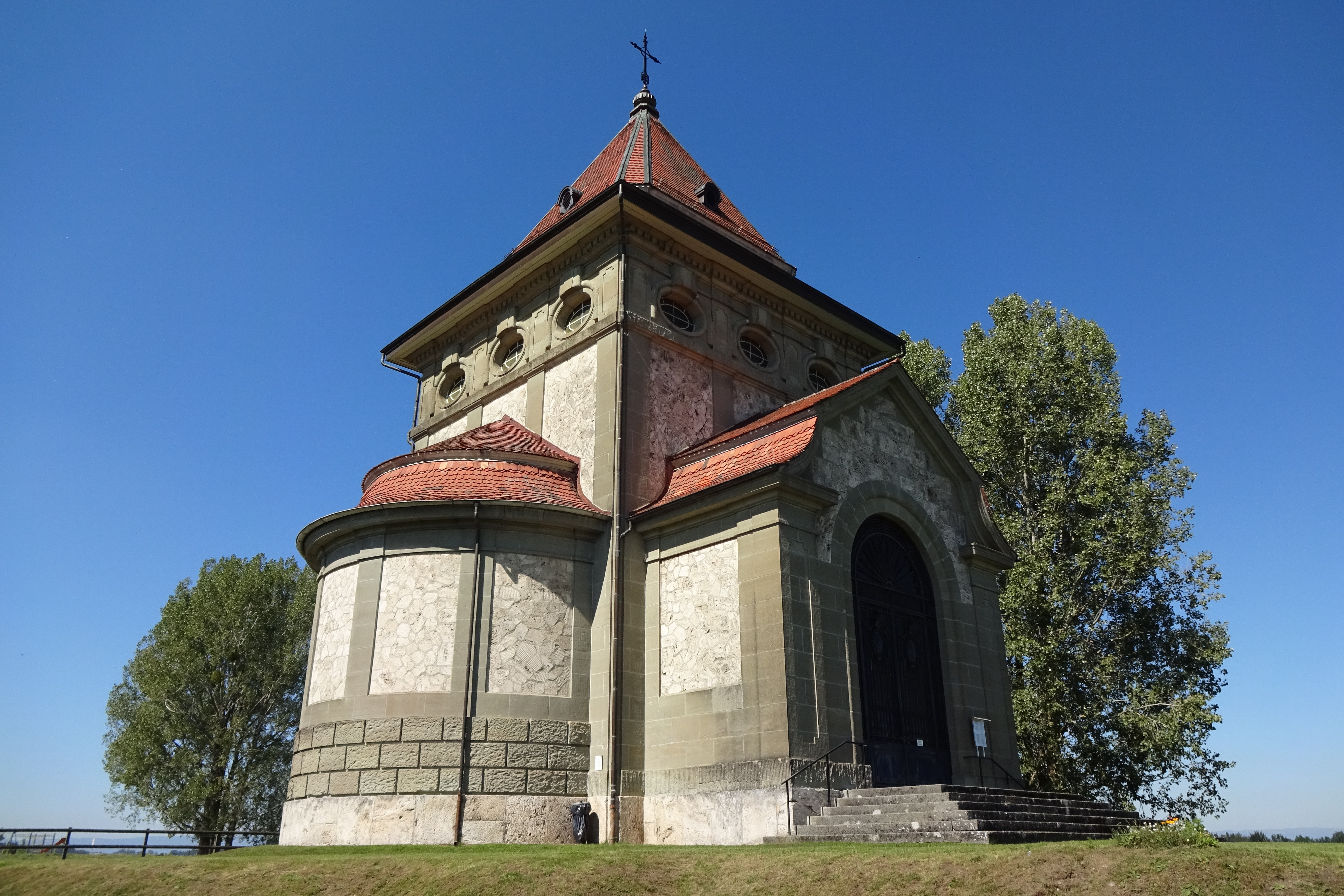
Posieux – Chapelle votive du Sacré-Cœur de Jésus (Alphonse Andrey, 1911–1924): Süd- & Ostfassade (Hauptfassade)
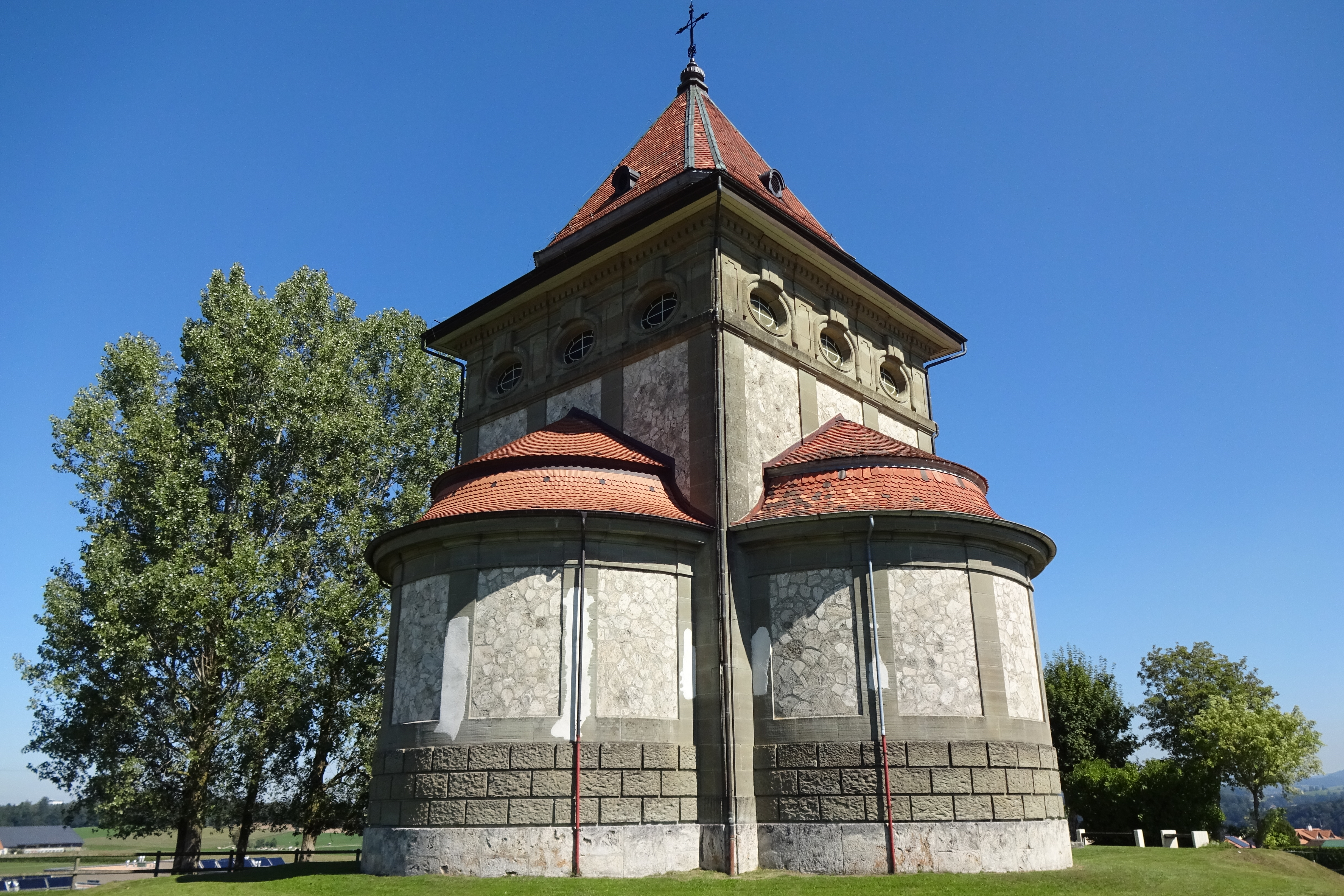
Posieux – Chapelle votive du Sacré-Cœur de Jésus (Alphonse Andrey, 1911–1924): West- & Südfassade
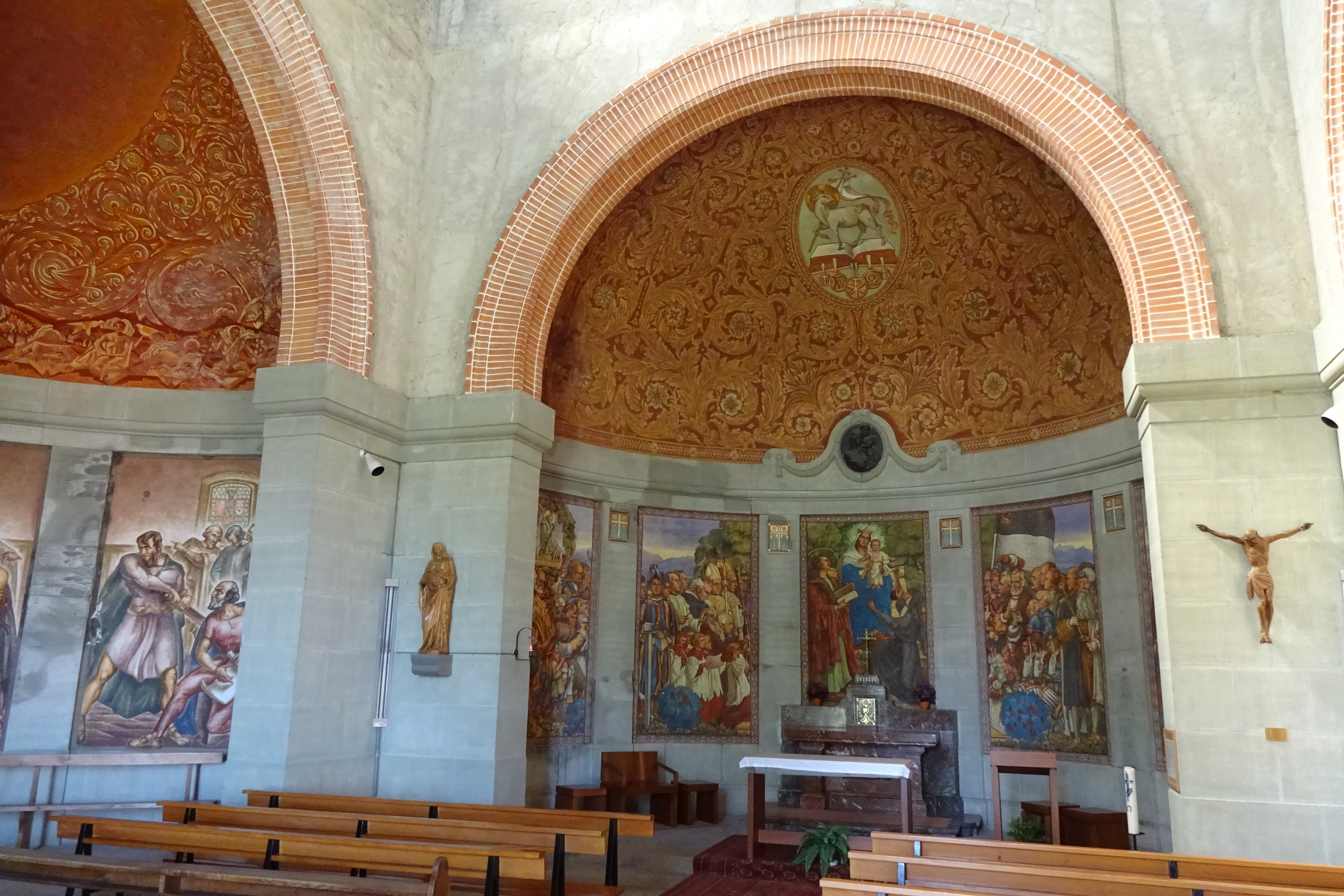
Posieux – Chapelle votive du Sacré-Cœur de Jésus (Alphonse Andrey, 1911–1924): Innenansicht, mittlere Apsis mit Fresken (Oscar Cattani, 1923-1929-1931) und Altar
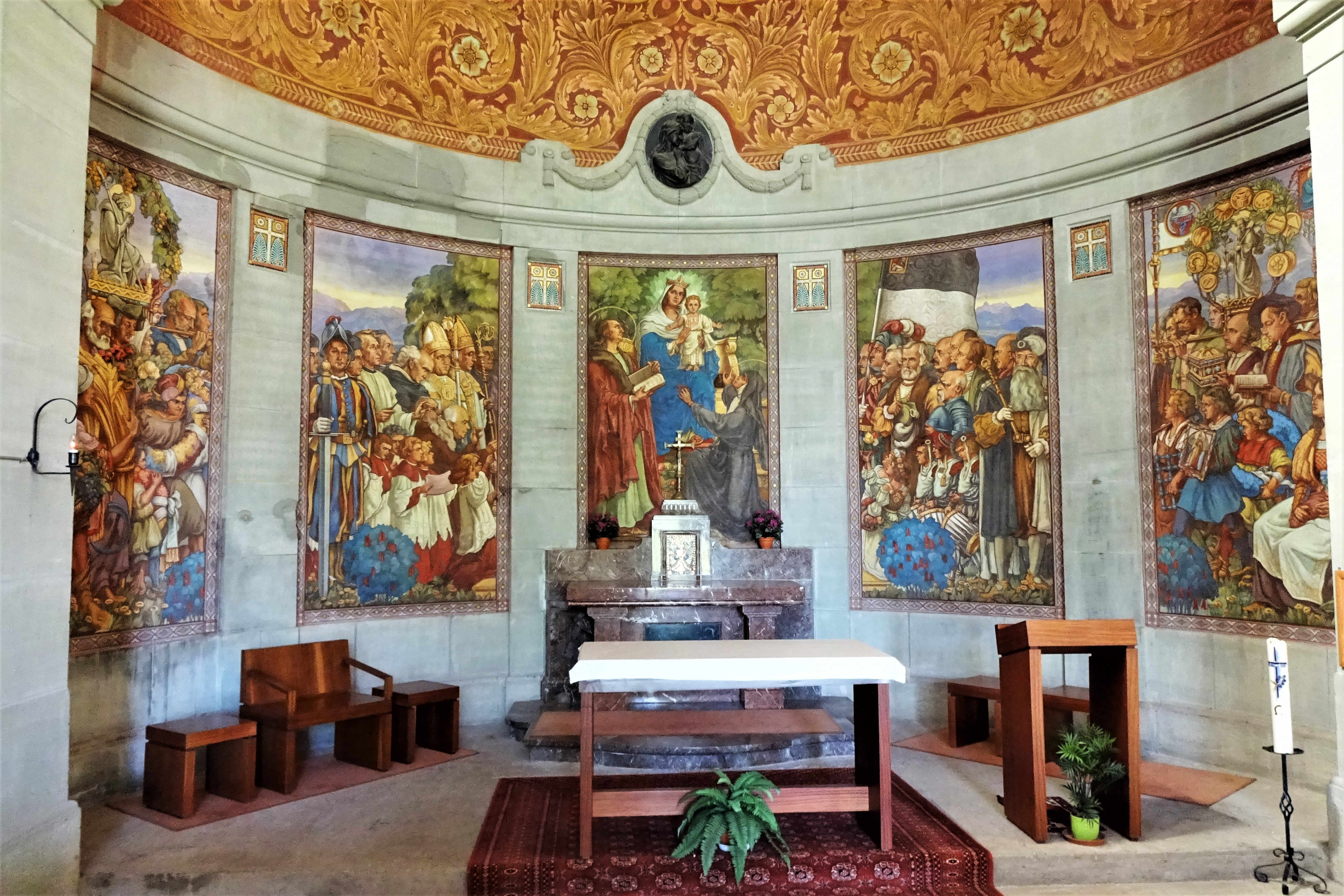
Posieux – Chapelle votive du Sacré-Cœur de Jésus (Alphonse Andrey, 1911–1924): Innenansicht, mittlere Apsis mit Fresken (Oscar Cattani, 1923-1929-1931) und Altar – Detail
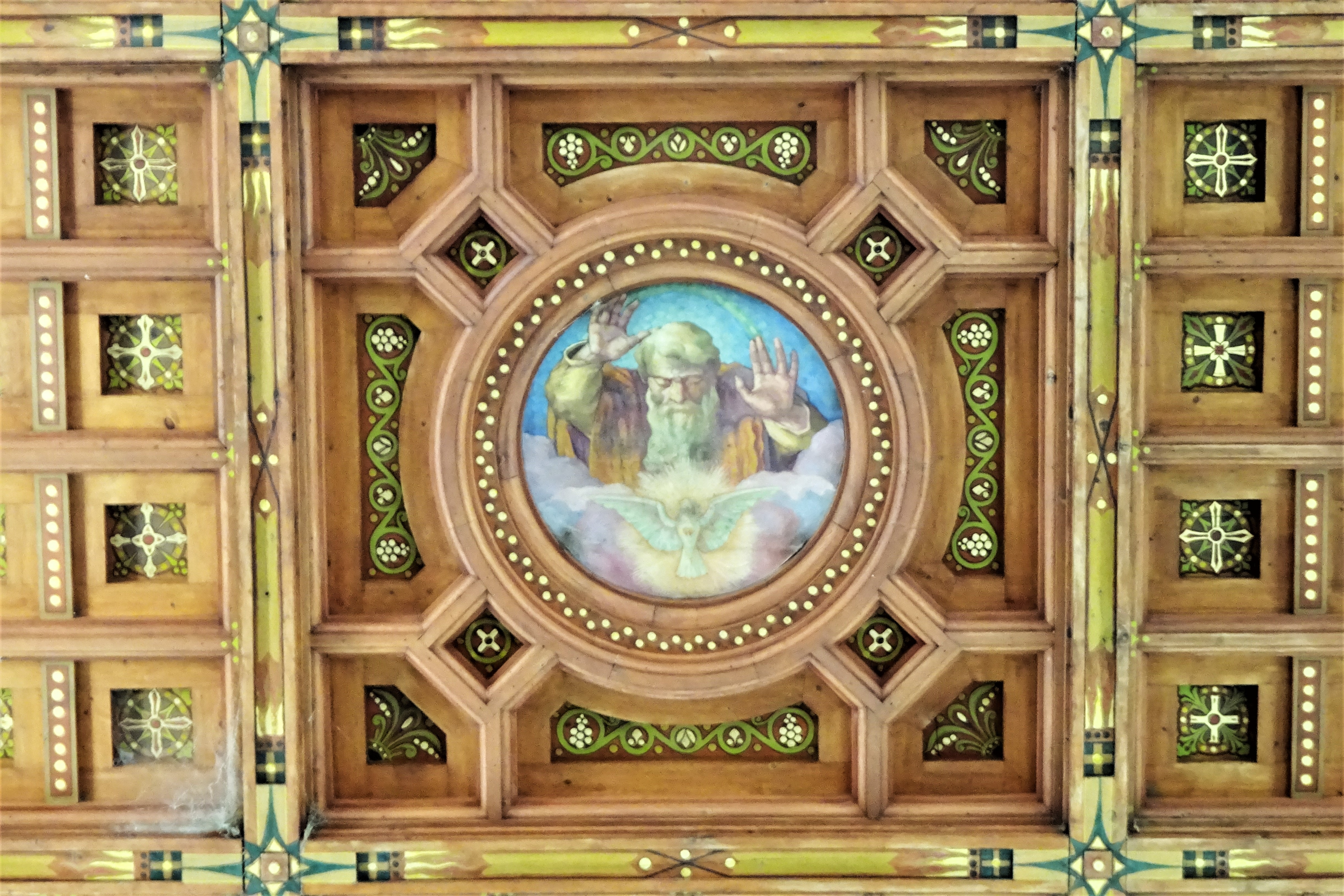
Posieux – Chapelle votive du Sacré-Cœur de Jésus (Alphonse Andrey, 1911–1924): Innenansicht, Detail Kassettendecke: Médaillon (Oscar Cattani, 1923-1929-1931)
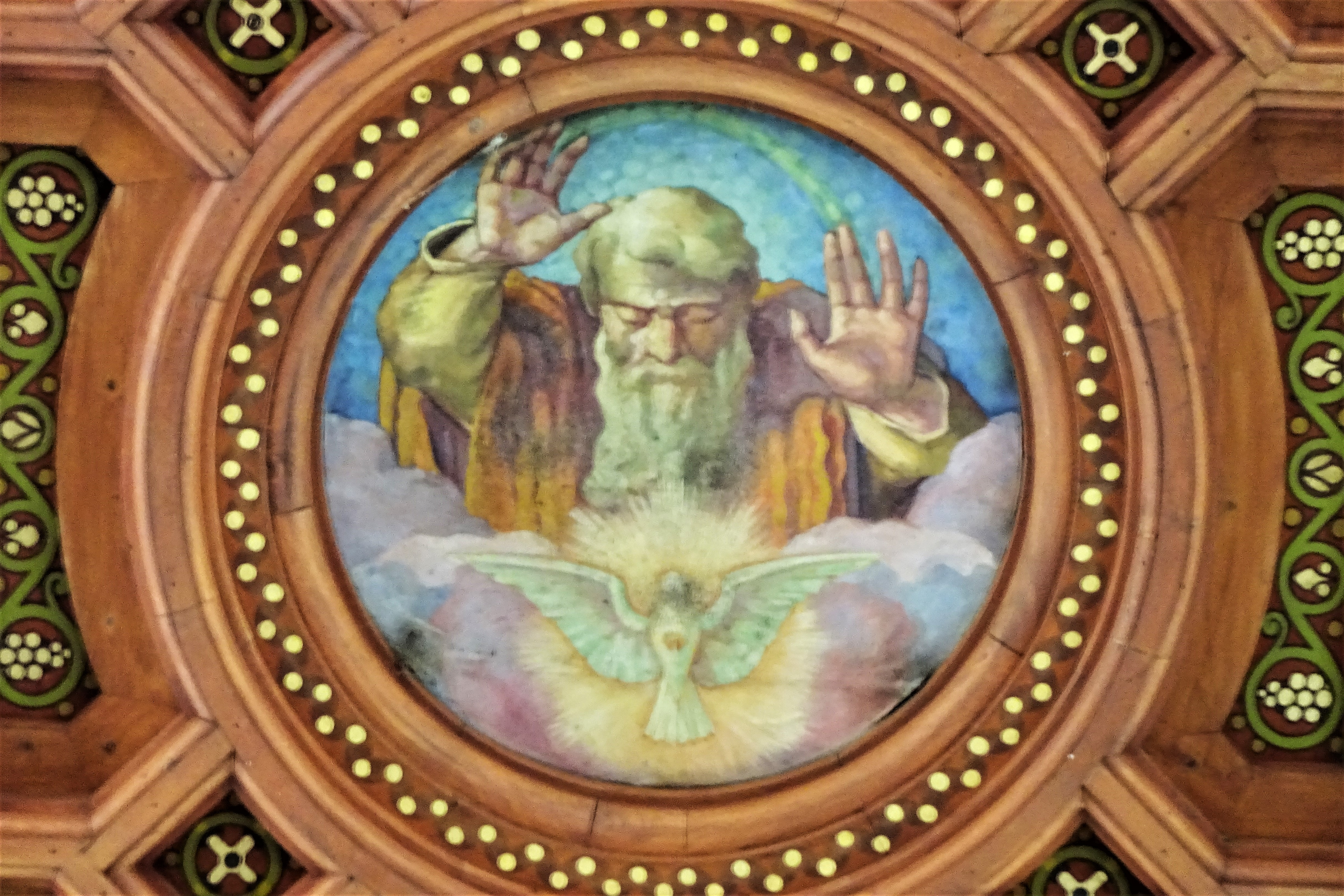
Posieux – Chapelle votive du Sacré-Cœur de Jésus (Alphonse Andrey, 1911–1924): Innenansicht, Detail Kassettendecke: Médaillon (Oscar Cattani, 1923-1929-1931)